# Matteo Motterlini
Matteo Motterlini (Milano, 6 gennaio 1967) è un filosofo ed economista italiano, specializzato in filosofia della scienza, economia comportamentale e neuroeconomia.
È noto per i suoi lavori in ambito psicoeconomico su processi decisionali, emozioni e razionalità umana; e per le sue ricerche in ambito epistemologico sulla razionalità della scienza e il metodo scientifico, con particolare riferimento ai contributi di Imre Lakatos e Paul Feyerabend.

## Carriera accademica e altri incarichi
Professore ordinario di Logica e Filosofia della Scienza e Professor of Behavior Change: Environment, Health and Education Università Vita-Salute San Raffaele di Milano.
È direttore del CRESA (Centro di ricerca in epistemologia sperimentale e applicata), da lui fondato a Milano nel 2007 presso la facoltà di filosofia dell'Università Vita-Salute San Raffaele. I progetti di ricerca del centro si concentrano su vari aspetti della cognizione umana, dal linguaggio al rapporto tra mente e cervello, dall'economia comportamentale alle neuroscienze cognitive della decisione, con particolare attenzione all'indagine sperimentale multidisciplinare e alle sue ricadute pratiche e applicative (per esempio nell'ambito del policy making e dell'evidence-based policy).
È stato Consigliere per le Scienze Sociali e Comportamentali della Presidenza del Consiglio dei Ministri (DPCM 5 maggio 2016) (dal 5.4.2016 all'1.6.2018); Chief Behavioral Officer di E.ON (2016-2021) e Chief Behavioral Officer del Gruppo ospedaliero San Donato (2017-2020).
È stato consulente scientifico di MilanLab, A.C. Milan, fondatore e direttore di Anima FinLab, di Anima Sgr, centro di ricerca di finanza comportamentale e Scientific advisor di MarketPsychData, Los Angeles.
Tra gli altri incarichi è collaboratore de Il Corriere Economia, Corriere della Sera e Il Sole 24 Ore, per cui ha curato per anni il blog Controvento. 
A inizio 2013, ha avviato il progetto di finanza comportamentale per Schroder Italia, dal quale è nato Investimente, un test psicofinanziario al servizio di risparmiatori, promotori finanziari e private banker, per raccogliere e quindi analizzare i dati riguardanti le decisioni di investimento e i bias cognitivi nell'ambito della gestione del risparmio.
Laureatosi in filosofia all'Università di Milano, dove ha portato a termine il proprio dottorato in filosofia della scienza, ha conseguito il Master of Science in Logic and Scientific Method e ottenuto il Graduate Diploma in Economics alla London School of Economics and Political Science.
È stato ricercatore di economia politica e professore associato di filosofia della scienza presso l'Università di Trento; Visiting Associate Professor al Department of Social and Decision Sciences della Carnegie Mellon University di Pittsburgh, Visiting Research Scholar al Department of Psychology della UCLA. Dal 2007 è professore ordinario di logica e filosofia della scienza presso l'Università Vita-Salute San Raffaele.

## Studi e ricerche

### Pro e contro il metodo
I suoi primi lavori analizzano la proposta falsificazionista di Karl Popper, rivelando le difficoltà in cui si imbatte il progetto demarcazionista e anti-induttivista. Affrontano quindi il modo in cui Imre Lakatos ha preteso superare alcune di queste difficoltà, e insieme raccogliere la ‘sfida di Duhem’ circa il carattere olistico del controllo empirico, tenendo conto delle immagini che scienziati e matematici hanno avuto della loro stessa pratica e riferendosi a particolari casi storici come termine di confronto. La sua ricostruzione del progetto filosofico di Lakatos si avvale di un'originale analisi del materiale dell'Archivio Lakatos. Una selezione del quale, accompagnata da un importante apparato critico,  è pubblicata in italiano Sull'orlo della scienza e in edizione ampliata per University of Chicago Press (1999, For and Against Method). Nel suo Reconstructing Lakatos (Studies in the History and Philosophy of Science) e nella monografia Imre Lakatos. Scienza, matematica e storia avanza una nuova interpretazione del progetto razionalista di Lakatos come il prodotto di una peculiare combinazione delle idee di Popper e di Hegel. Ciò è motivo della straordinaria fecondità del pensiero lakatosiano, ma anche di una inesauribile tensione al suo interno. Una tensione che viene illustrata affrontando la relazione tra filosofia della scienza e storia della scienza in riferimento alla questione della valutazione di una data metodologia in base alle 'ricostruzioni razionali' a cui essa conduce. Nell'idea che le varie metodologie vadano confrontate con la storia della scienza è contenuto il germe di una logica della scoperta in cui i canoni non siano fissati una volta per sempre, ma mutano nel tempo, anche se con ritmi non necessariamente uguali a quelli delle teorie scientifiche.

### Metodo e cognizione in economia
In una fase successiva i suoi studi si sono focalizzati su questioni di metodologia dell'economia da una prospettiva interdisciplinare che combina riflessione epistemologica, scienze cognitive, ed economia sperimentale con aspetti più tecnici di teoria della scelta e della decisione individuale in condizioni d'incertezza. Le ricerche di questo periodo analizzano criticamente lo status delle assunzioni della teoria della scelta razionale, valutando l'impatto delle violazioni comportamentali sistematiche alle restrizioni assiomatiche imposte dai modelli normativi di razionalità. Avanzano quindi ragioni epistemologiche per la composizione della frattura economia e psicologia cognitiva in ambito della teoria della decisione; e suggeriscono di guardare ai recenti risultati dell'economia cognitiva in prospettiva di una nuova sintesi 'quasi-razionale' in cui i modelli neoclassici, integrati da teorie psicologiche che tengano conto dei limiti cognitivi dei soggetti decisionali, rafforzano le previsioni del comportamento economico degli esseri umani.

### Neuroeconomia, nudge ed evidence-based policy
Le sue ricerche indagano le basi neurobiologiche della razionalità umana attraverso lo studio dei correlati neurali dei processi decisionali in contesti economico-finanziari, con particolare attenzione al ruolo svolto dalle emozioni, dal rimpianto, e dall'apprendimento sociale.
Parallelamente progetta ed esperimenta i modi in cui i risultati dell'economia comportamentale e della neuroeconomia possono informare politiche pubbliche più efficaci e basate sull'evidenza.
Queste ricerche sono oggetto dei corsi di Filosofia della scienza e di Economia cognitiva e neuroeconomia e Behavior change che insegna all'università San Raffaele, e hanno altresì trovato diffusione attraverso numerosi articoli divulgativi e due libri, Economia emotiva (2006) e  Trappole mentali (2008), noti internazionalmente grazie alle traduzioni in spagnolo, coreano, giapponese e cinese. Il suo ultimo libro è Psicoeconomia di Charlie Brown. Strategia per una società più felice (2014).Le sue ricerche indagano le basi neurobiologiche della razionalità umanaattraverso lo studio dei processi decisionali in contesti economico-finanziari, con particolare attenzione al ruolo delle emozioni, del rimpianto e dell’apprendimento sociale.
Su questi temi inoltre offre consulenze, tiene abitualmente corsi di formazione per aziende e conferenze.

## Pubblicazioni

### Libri
- 1995. Sull'orlo della scienza. Imre Lakatos, Paul K. Feyerabend: Pro e contro il metodo, Cortina, Milano.
- 1998. Popper, Il Saggiatore-Flammarion, Milano
- 1999. For and Against Method. Including Lakatos's Lectures on Method and the Lakatos-Feyerabend Correspondence', University of Chicago Press, Chicago
- 2000. Imre Lakatos. Scienza, matematica e storia, Il Saggiatore, Milano
- 2005. Decisioni mediche. Un approccio cognitivo (con Vincenzo Crupi), Raffaello Cortina, Milano.
- 2005. (a cura di) Critica della ragione economica. Tre saggi: Mc Fadden, Kahneman, Smith  (con Massimo Piattelli Palmarini), Il Saggiatore, Milano
- 2005. (a cura di) Economia cognitiva & sperimentale (con Francesco Guala), Università Bocconi Editore, Milano ISBN 978-88-8350-030-5
- 2006. La dimensione cognitiva dell'errore in medicina (con Vinceno Crupi, Gianfranco Gensini), a cura di, Fondazione Smith Kline, Franco Angeli, Milano ISBN 978-88-464-7405-6
- 2006. Economia emotiva (Emotional Economics), Rizzoli, Milano ISBN 978-88-17-00990-4
- 2008. Trappole mentali (Cognitive Traps), Rizzoli, Milano ISBN 978-88-17-02383-2
- 2011. Mente, Mercati, Decisioni. Introduzione all'economia cognitiva e sperimentale (con Francesco Guala), Egea, Milano ISBN 978-88-8350-167-8
- 2015. Psicoeconomia di Charlie Brown. Strategia per una società più felice, Rizzoli, Milano ISBN 9788817077286

### Alcuni articoli scientifici
- 2002. Lakatos between the Hegelian devil and the Popperian blue sea. In Kampis, G., Kvasz, L., Stoeltzner, M. (eds.), Appraising Lakatos, Mathematics, Methodology, and the Man. Vienna Circle Institute Library, Dordrecht: Kluwer, 2002, pp. 23–52 .
- 2002. Reconstructing Lakatos. A reassessment of Lakatos' philosophical project in light of the Lakatos Archive , Studies in the History and Philosophy of Science , 33 (2002), pp. 487–509.
- 2003. Considerazioni epistemologiche e mitologiche sulla relazione tra psicologia ed economia, Sistemi intelligenti,  Il Mulino, XV, n. 1, pp. 107–115
- 2003. Metodo e standard di valutazione in economia. Dall'apriorismo a Friedman, Studi Economici, 58, Milano, 2003, pp. 5–34.
- 2007. In search of the neurobiological basis of decision-making, explanation, reduction and emergence  (con Michele Di Francesco e Matteo Colombo), in P. Churchand, M. Di Francesco (eds.) Functional Neurology, n.4. 2007 , pp. 197–204.
- 2010. Understanding Others' Regret: A fMRI Study, con Nicola Canessa, Cinzia Di Dio, Daniela Perani, Paola Scifo, Stefano F. Cappa, Giacomo Rizzolatti, PlosONE',  2009 Oct 14; 4 (10)
- 2010. Vai in laboratorio e capirai il mercato (con Francesco Guala) Prefazione a Vernon Smith, La razionalità in economia. Tra teoria e analisi sperimentale, IBL, Milano.
- 2011. Neuroeconomia e Teoria del prospetto, voci Enciclopedia dell'economia Garzanti, Milano.
- 2011. Learning from other peoples experience: a neuroimaging study of decisional interactive-learning, con Nicola Canessa, Federica Alemanno, Daniela Perani, Stefano Cappa, Neuroimage, 1; 55 (1), 353-62.
- 2013. The functional and structural neural basis of individual differences in loss aversion, con Nicola Canessa, Stefano F.Cappa et. al., The Journal of Neuroscience, 33(36):14307-1437
- 2015. Choice Architecture Matters: The Case of Investor Protection within the Italian Crowdfunding Market”with Elisa Broli European Company Law, 11, 5, pp. 259-267.
- 2019. “Testing donation menus: on charitable giving for cancer research – evidence from a natural field experiment” (con Marianna Baggio), Behavioural Public Policy, Page 1 of 22, Cambridge University Press doi:10.1017/bpp.2019.13
- 2020. “Nudge in azione: il ruolo delle rappresentazioni motorie” (con Matteo Perini), Giornale Italiano di Psicologia, a. XLVII, n. 2, maggio 2020, pp. 481-485.
- 2021 “Per un'epistemologia dei nudge: dall'evidenza alla causalità” con Matteo Perini, Sistemi intelligenti , in press
- 2021. “Nudge come Affordance: alla ricerca delle basi neurofunzionali” con Matteo Perini, Sistemi intelligenti 2/2021, Il Mulino, Bologna, pp. 223-241.